# Mewa cienkodzioba
Mewa cienkodzioba (Chroicocephalus genei) – gatunek dużego ptaka wodnego z rodziny mewowatych (Laridae). Nie jest zagrożony wyginięciem. Nie wyróżnia się podgatunków.

## Zasięg występowania
Mewa cienkodzioba zamieszkuje wyspowo pas od Senegalu i Mauretanii przez południową i wschodnią część Półwyspu Iberyjskiego, baseny mórz Śródziemnego, Czarnego i Kaspijskiego, Azję Mniejszą i Bliski Wschód po Kazachstan, Afganistan, Pakistan i północno-zachodnie Indie. Zimuje w dużej części basenów mórz Śródziemnego, Czarnego i Kaspijskiego, wokół Półwyspu Arabskiego na południe po Róg Afryki.
Do Polski zalatuje sporadycznie – do 2019 roku stwierdzono ją 6 razy (obserwowano łącznie 7 osobników).

## Morfologia

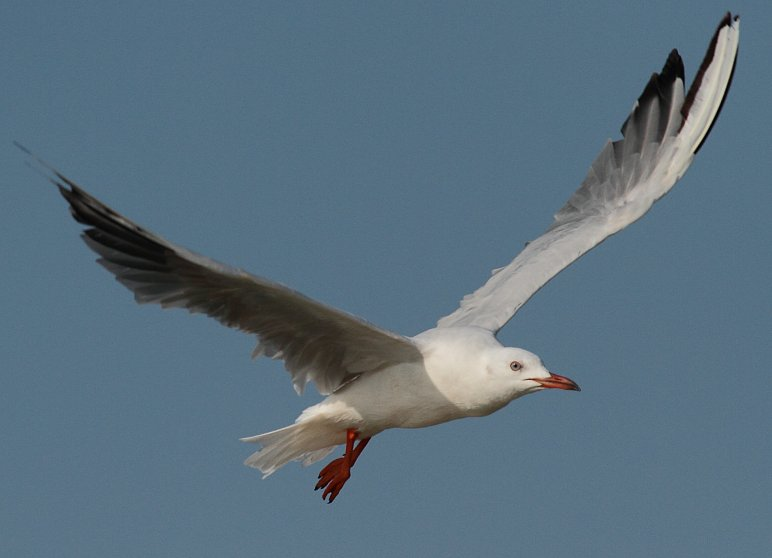
Mewa cienkodzioba w locie

WyglądGrzbiet i wierzch skrzydeł popielate, reszta ciała biała. Na końcach skrzydeł białe plamy, końcówki lotek pierwszorzędowych czarne. Oko żółte, w szacie godowej dziób i nogi ciemnoczerwone. W szacie spoczynkowej dziób o jaśniejszym czerwonym odcieniu niż w szacie godowej, dziób osobników młodych cielisty lub żółtobrązowy.
Wymiary średniedługość ciała ok. 40–45 cm
rozpiętość skrzydeł ok. 100–115 cm
masa ciała ok. 220–350 g

## Ekologia i zachowanie

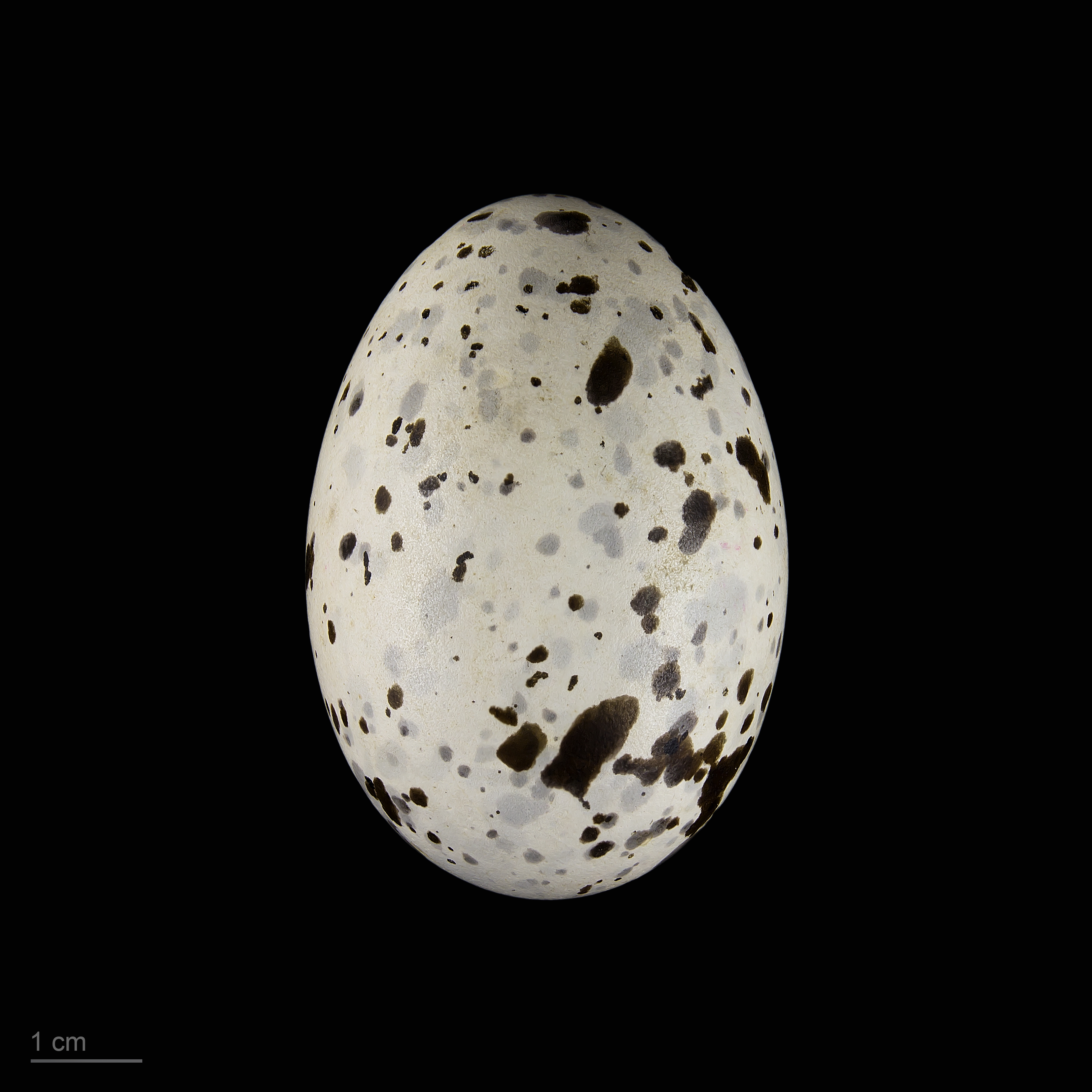
Jajo z kolekcji muzealnej

BiotopMorskie wybrzeża oraz słone i słodkie jeziora w pasie stepów, a także delty rzek. Zimą morskie wybrzeża, unika portów.
GniazdoPreferuje tereny otwarte, tworzy kolonie liczące od kilkudziesięciu do kilkuset par, często z rybitwami.
JajaW ciągu roku wyprowadza jeden lęg, składając w marcu–maju 2–3 jaja.
WysiadywanieJaja wysiadywane są przez okres 21–28 dni przez obydwoje rodziców. Pisklęta opuszczają gniazdo po 2–3 dniach, zaś umiejętność latania zdobywają w wieku 30–35 dni.
PożywienieGłównie ryby, po które nurkuje do głębokości około 1 metra. Pokarm uzupełnia bezkręgowcami i roślinami.

## Status i ochrona
Międzynarodowa Unia Ochrony Przyrody (IUCN) uznaje mewę cienkodziobą za gatunek najmniejszej troski (LC – Least Concern) nieprzerwanie od 1988 roku. Liczebność populacji w 2015 roku szacowano na 180–230 tysięcy dorosłych osobników. Trend liczebności populacji nie jest znany.
W Polsce podlega ścisłej ochronie gatunkowej.